# 982년

## 연호
- 북송(北宋) 태평흥국(太平興國) 7년
- 요(遼) 건형(乾亨) 4년
- 일본(日本) 덴겐(天元) 5년
- 전 레 왕조(前黎朝) 티엔푹(天福) 3년

## 기년
- 북송(北宋) 태종(太宗) 7년
- 요(遼) 경종(景宗) 14년 / 성종(聖宗) 원년
- 고려(高麗) 성종(成宗) 원년
- 전 레 왕조(前黎朝) 대행제(大行帝) 3년

## 사건
- 고려의 최승로가 시무 28조를 올리다.
- 붉은 에이리크가 그린란드를 발견하다.